# واكبا-كو
واكبا وارد (باليابانية: 若葉区) هو حي في اليابان، يقع في تشيبا، بلغ عدد سكانه 149,980 نسمة وذلك حسب إحصائيات سنة 2018، تبلغ مساحته 84.21 كيلومتر مربع.

## أعلام
- يوتا إيكيدا
- كازوهيسا إيشي
- تاتسويا موريتا